# Bisdom Syracuse
Het bisdom Syracuse (Latijn: Dioecesis Syracusensis) is een rooms-katholiek bisdom met als zetel Syracuse, in de Amerikaanse staat New York. Het bisdom is suffragaan aan het aartsbisdom New York. 

## Geschiedenis
Het bisdom werd opgericht op 26 november 1886, uit delen van het bisdom Albany.

## Parochies
Het bisdom had in 2022 een oppervlakte van 14.915 km2 en telde 1.198.000 inwoners waarvan 17,0% rooms-katholiek was.

## Bisschoppen
- Patrick Anthony Ludden (14 december 1886 - 6 augustus 1912)
- John Grimes (6 augustus 1912 - 26 juli 1922; coadjutor sinds 1 februari 1909)
- Daniel Joseph Curley (19 februari 1923 - 3 augustus 1932)
- John Aloysius Duffy (21 april 1933 - 5 januari 1937)
- Walter Andrew Foery (26 mei 1937 - 4 augustus 1970)
- David Frederick Cunningham (4 augustus 1970 - 9 november 1976; hulpbisschop sinds 5 april 1950, coadjutor sinds 16 juni 1967)
- Francis James Harrison (9 november 1976 - 16 juni 1987; hulpbisschop sinds 1 maart 1971)
  - Thomas Joseph Costello (hulpbisschop: 2 januari 1978 - 23 maart 2004)
- Joseph Thomas O’Keefe (16 juni 1987 - 4 april 1995)
- James Michael Moynihan (4 april 1995 - 21 april 2009)
- Robert Joseph Cunningham (21 april 2009 - 4 juni 2019)
- Douglas John Lucia (4 juni 2019 - heden)

## Galerij van afbeeldingen

Wapen van het bisdom
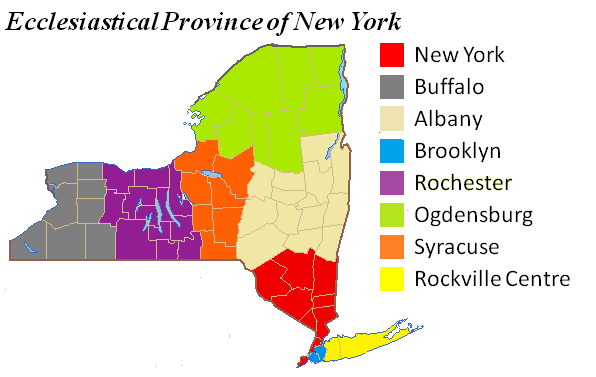
Kerkprovincie met aartsbisdom en suffragane bisdommen
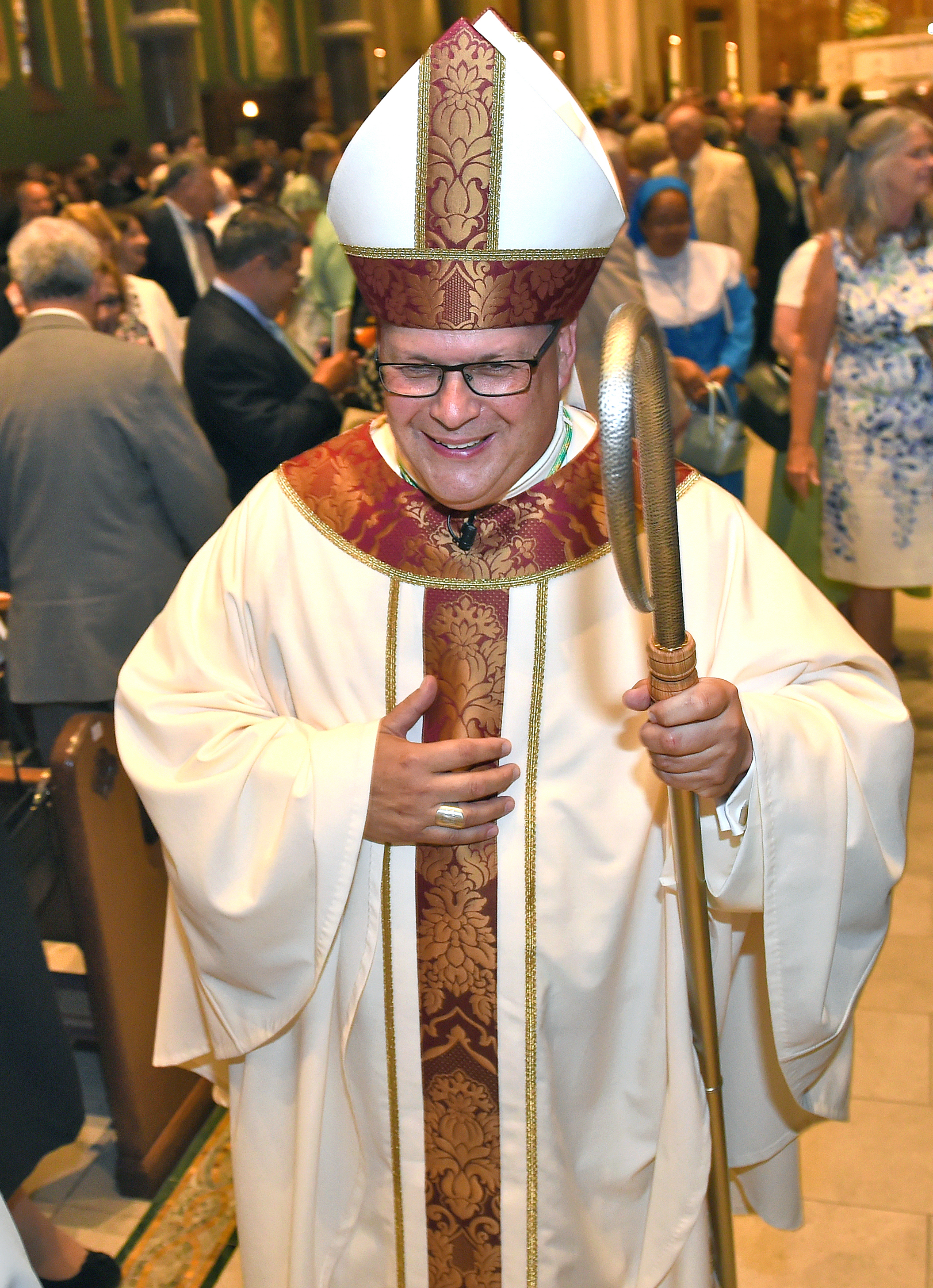
Bisschop Douglas John Lucia (2019-heden)

New York (aartsbisdom) · Albany · Brooklyn · Buffalo · Ogdensburg · Rochester · Rockville Centre · Syracuse